# 탈영병
탈영병(脫營兵)은 본래의 소속 병영에서 무단으로 빠져나와 복귀하지 않는 병사를 말한다.
이들에 대해서는 경우에 때라 군무이탈죄 또는 무단이탈죄가 성립되어 군사 재판에서의 판결 결과에 따라 처벌을 받게 된다.

## 참고 자료
- Henderson, W. D. 1985. Cohesion: The human element in combat. Washington, D.C.: National Defense Univ. Press.
- Hicken, V. 1969. The American fighting man. New York: Macmillan.
- Forest, A. 1989. Conscripts and deserters: The army and French society during the Revolution and Empire. New York: Oxford Univ. Press.